# Szymon Niemiec (polityk)
Szymon Józef Niemiec (ur. 14 lipca 1957 w Jaśle) – polski polityk, lekarz, poseł na Sejm III kadencji.

## Życiorys
W 1983 ukończył studia na Wydziale Lekarskim Akademii Medycznej w Krakowie, w 1990 uzyskał stopień doktora nauk medycznych. Specjalizował się w zakresie chirurgii ogólnej (I i II stopnia) oraz chirurgii onkologicznej (II stopnia). Jako lekarz początkowo związany z zakładem opieki zdrowotnej i Podkarpackim Ośrodkiem onkologicznym w Brzozowie. Był m.in. zastępcą ordynatora Oddziału Chirurgii Onkologicznej oraz konsultantem regionalnym ds. chirurgii onkologicznej.
Od 1997 do 2001 sprawował mandat posła III kadencji z ramienia Akcji Wyborczej Solidarność (rekomendowany przez Ruch Solidarni w Wyborach), wybranego w okręgu krośnieńskim. W 2001 nie ubiegał się o reelekcję, w 2006 i 2010 z ramienia Prawa i Sprawiedliwości bezskutecznie kandydował do rady powiatu jasielskiego.
Od 2001 lekarz w Szpitalu Specjalistycznym w Jaśle. W 2007 został powołany na stanowisko zastępcy dyrektora ds. lecznictwa, a w 2014 objął funkcję kierownika oddziału chirurgii ogólnej o Onkologicznej w tej placówce.